# Kazma Sporting Club
Actualités
Le Kazma Sporting Club (en arabe : نادي كاظمة الرياضي), plus couramment abrégé en Kazma SC, est un club koweïtien de football fondé en 1964 et basé à Koweït City, la capitale du pays.

## Palmarès
| Compétitions nationales | Compétitions internationales                                                                       | |
| --- | -------------------------------------------------------------------------------------------------- | --- |
| \| - Championnat du Koweït (4) : - Champion : 1985-86, 1986-87, 1993-94, 1995-96. - Vice-champion : 1977-78, 1982-83, 1988-89, 1997-98, 2006-07, 2008-09 - Coupe du Koweït (7) : - Vainqueur : 1982, 1984, 1990, 1995, 1997, 1998, 2011. - Finaliste : 1979, 1980, 1983, 1985, 1986, 1988, 2001, 2005, 2012, 2017, 2023 - Coupe de la Fédération du Koweït (2) : - Vainqueur : 2016, 2018. - Finaliste : 2009, 2012. \| \| - Coupe Crown Prince du Koweït (1) : - Vainqueur : 1995. - Finaliste : 2007. - Supercoupe du Koweït : - Finaliste : 2011. \| | - Coupe du Golfe des clubs champions (2) : - Vainqueur : 1987 et 1995. - Finaliste : 1988 et 1997. | |
| - Championnat du Koweït (4) : - Champion : 1985-86, 1986-87, 1993-94, 1995-96. - Vice-champion : 1977-78, 1982-83, 1988-89, 1997-98, 2006-07, 2008-09 - Coupe du Koweït (7) : - Vainqueur : 1982, 1984, 1990, 1995, 1997, 1998, 2011. - Finaliste : 1979, 1980, 1983, 1985, 1986, 1988, 2001, 2005, 2012, 2017, 2023 - Coupe de la Fédération du Koweït (2) : - Vainqueur : 2016, 2018. - Finaliste : 2009, 2012. | | - Coupe Crown Prince du Koweït (1) : - Vainqueur : 1995. - Finaliste : 2007. - Supercoupe du Koweït : - Finaliste : 2011. |

## Personnalités du club

### Présidents
| - Octobre 1964-Octobre 1965 : Ahmad Khalid Al Fozan - Novembre 1965-Juin 1995 : Yousef Abdullah Mohammed Shaheen Al Ghanim - Juin 1995-Septembre 1995 : Abdullah Al Dakheel Al Rashid - Septembre 1995-Mai 1997 : Suleiman Mohamed Saleh Al Adsani |  | - Mai 1997-Mai 2000 : Khalid Nasser Al Sanea - 2004-? : Asad Ahmed Al Banwan - ? : Ali Al Obaïd |

### Entraîneurs
Liste des entraineurs.
| - 1985-1990 : Eddie Firmani - 1994-1996 : Milan Máčala - 1997-1999 : Theo Bücker - 1999 : Adam Marjam - 2001-2002 : Fouzy Ibrahim - 2002-2003 : Acácio Casimiro - Juin 2004-Novembre 2004 : Júlio César Leal |  | - 2004-2005 : Johan Boskamp - 2005-2006 : Zlatko Krmpotić - Juin 2006-Juillet 2007 : José Garrido - 2007-2008 : Marinko Koljanin - 2008-2009 : Robertinho - 2009-2010 : Ilie Balaci - 2010 : Jamal Yaqoub |  | - 2010-Juin 2012 : Milan Máčala - Juillet 2012-2013 : Miodrag Radulović - 2013-2015 : Jacenir Silva - Mai 2015-Juillet 2017 : Florin Motroc - Juillet 2017-2019 : Toni - 2019- : Boris Bunjak |